# Chesini
Chesini ist ein italienischer Fahrradhersteller aus Verona.
1925 baute Gelmino Chesini sein erstes Fahrrad. Das erste Modell war ein Rennrad mit dem Namen Chesini Biciprecision. Es wurde in einer Werkstatt in Nesente, einen am nordöstlichen Stadtrand von Verona gelegenen Ortsteil, gebaut.
Nach dem Zweiten Weltkrieg prosperierte die Firma: 1947 übernahm Gelmino Chesini die Fahrradfabrik Cicli Valetti und zog in den heutigen Sitz von Chesini Bikes in die Via San Paolo in Verona. Nebenbei bot Chesini auch einen Kundendienst für Singer Nähmaschinen an. Heute führt der Sohn des Gründers, Gabriele Chesini, die Firma.
Bei den UCI-Straßen-Weltmeisterschaften 1963 gewann Flaviano Vincentini auf einem Chesini-Rad das Amateur-Einzelrennen. 1964 und 1965 gewann die von Chesini ausgestattete italienische Amateurnationalmannschaft jeweils das Mannschaftszeitfahren. Chesini baute Anfang bis Ende der 1980er Jahre vor allem Rennräder und verwendete dazu unter anderem Columbus SL Rohr und Campagnolo Ausfallenden. 
Heute werden Chesini-Räder außer im Chesini-Fahrradgeschäft in Verona in Deutschland und Japan vertrieben.